# Il delitto della terza luna
Il delitto della terza luna (Red Dragon) è il secondo romanzo dello scrittore statunitense Thomas Harris, pubblicato nel 1981. È il primo romanzo in cui compare il personaggio di Hannibal Lecter.
Sebbene pubblicato nel 1981, ebbe notorietà solo a partire dagli anni novanta, dopo il successo del seguito della vicenda, Il silenzio degli innocenti. Da questo romanzo sono stati tratti due film: Manhunter - Frammenti di un omicidio del 1986 e Red Dragon del 2002.

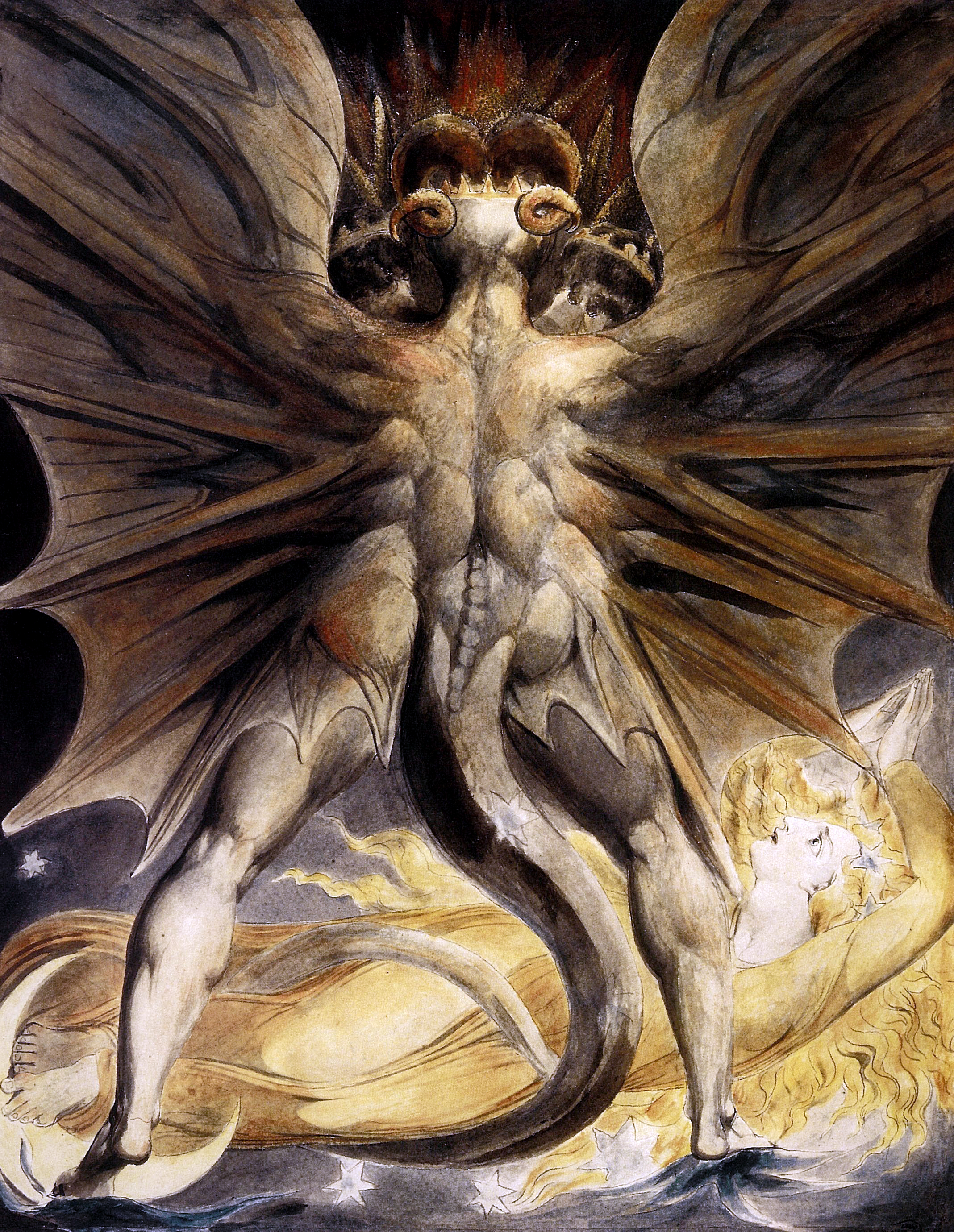
Il Grande Drago Rosso e la donna vestita col sole

## Trama
Estate 1980, Will Graham si è ritirato dall'FBI dopo aver catturato, nel 1976, il temibile serial killer Hannibal Lecter. Will ha rischiato di morire e, dopo una difficoltosa ripresa fisica e psichica, ora vive in Florida con la moglie Molly ed il figliastro Willy. Jack Crawford, un ex collega dell'FBI, gli chiede aiuto per risolvere un caso difficile, perché Graham ha la capacità di immedesimarsi nei serial killer a cui dà la caccia, riuscendo a rivivere le loro emozioni e seguirne i processi mentali. 
Questa volta si tratta di un serial killer di famiglie, che viene inizialmente chiamato il "Lupo Mannaro" poiché agisce nelle notti di luna piena. Si tratta quindi di una corsa contro il tempo per i protagonisti, che devono riuscire a catturare il killer prima del plenilunio seguente.
Il Lupo Mannaro è Francis Dolarhyde, tecnico in un laboratorio fotografico. Dolarhyde appare come un mostro sin dalla nascita, col volto deforme per un labbro leporino, che vive tra complessi psicologici creatigli nell'infanzia dalla nonna, che lo spingono a compiere atti estremi. Durante il romanzo scopre anche il significato dell'amore, con una collega di lavoro cieca, Reba McClane.
Dolarhyde chiama se stesso "Drago Rosso", poiché immagina che sia una sorta di entità insita nel quadro Il grande Drago Rosso e la donna vestita col sole di William Blake a guidarlo nelle sue azioni. Sentendosi braccato dalla polizia, grazie agli sviluppi delle indagini di Graham, progetta un piano per far credere di essersi suicidato, cancellando con un colpo di fucile il volto di una delle sue vittime.
Credendo che il caso sia chiuso, Graham torna a casa dalla famiglia. Ma, mentre sta pescando con il figliastro, viene aggredito dal serial killer e viene pesantemente sfigurato in volto. L'omicida viene definitivamente ucciso da Molly, che mette fine a un incubo. Tuttavia, non c'è un lieto fine, dato che Graham, oltre ai danni fisici, vede irrimediabilmente rovinato il suo rapporto con la moglie.
Il ruolo di Hannibal Lecter in questa opera è piuttosto marginale, ma risalta già la profonda conoscenza della mente umana ed il cinismo, come risulta dalla lettera da lui inviata a Graham al termine del romanzo, dove Lecter descrive il poliziotto come "ridotto come un quadro di Picasso".

## Edizioni
- Thomas Harris, Il delitto della terza luna, traduzione di Marco Amante, collana Omnibus, Mondadori, 1984.

- Thomas Harris, Il delitto della terza luna, traduzione di Marco Amante, collana Oscar Bestsellers, n. 134, Mondadori, 1989.
- Thomas Harris, Drago rosso, traduzione di Marco Amante, collana Oscar Bestsellers, Mondadori, 1995.
- Thomas Harris, Red Dragon, traduzione di Marco Amante, collana Omnibus Stranieri, Mondadori, 2002,  p. 360, ISBN 978-88-04-51149-6.